# Chirilagua
Chirilagua é um município localizado no departamento de San Miguel, em El Salvador.